# François Urago
François Urago, né le 16 décembre 1904 à Vence et décédé le 8 juillet 1975 à Nice, est un coureur cycliste français, spécialiste du demi-fond.

## Biographie
François Urago est né à Vence. Sa famille est originaire de la région de Brescia en Italie. Comme beaucoup d'autres familles italiennes, ils avaient émigré vers l'ouest pour trouver du travail sur la Côte d'Azur, comme celles des coureurs cyclistes René Vietto, Pierre Brambilla, Louis Minardi, Vincent Vitetta, Dante Gianello.
Urago devient professionnel en 1924 jusqu'en 1926, puis de nouveau en 1930. Il court principalement dans la région méditerranéenne, il gagne des courses tel que le Grand Prix de Cannes, le Grand Prix de Nice et le Grand Prix d'Antibes. Il remporte aussi des courses à Marseille.
Il lui semble qu'il n'a pas trop de succès sur la route : il se tourne, avec plus de succès, vers le demi-fond. Il finit troisième aux Six jours de Paris en 1928 et remporte la médaille de bronze aux championnats de France de demi-fond en 1930 et 1932. Parallèlement, il travaille dans l'entreprise familiale, fabricant de bicyclettes, fondée par ses parents à Nice, dans les années 1920. François et son frère Dominique ont géré l'entreprise et ont également géré l'équipe pro Urago jusqu'en 1955, lorsque l'équipe a été co-parrainée par Allesandro, le fabricant de pneumatiques de vélo dans les environs de Cannes.

## Palmarès sur route
- 1922
  - 2e des Boucles de Sospel
- 1923
  - Nice-Annot-Nice
- 1924
  - 2e de Nice-Annot-Nice
  - 3e de Marseille-Lyon
  - 3e de Marseille-Nice
- 1925
  - Grand Prix d'Antibes
  - Grand Prix de L'Avenir Cycliste de Nice
  - 2e de Marseille-Toulon-Marseille
  - 3e de Toulon-Nice
- 1926
  - Grand Prix de Cannes
  - Grand Prix de Nice
  - Grand Prix de L'Avenir Cycliste de Nice
  - 2e de Marseille-Lyon
  - 2e de Marseille-Nice
  - 3e du championnat de France sur route amateurs
- 1928
  - Grand Prix de L'Avenir Cycliste de Nice

## Palmarès sur piste
- 1928
  - 3e aux Six Jours de Paris (avec Hubert Opperman)
- 1930
  - Grand Prix de Bordeaux de demi-fond
  - 3e du championnat de France de demi-fond
- 1932
  - 3e du championnat de France de demi-fond